# Astragalus neglectus
Astragalus neglectus là một loài thực vật có hoa trong họ Đậu. Loài này được (Torr. & A.Gray) E.Sheld. miêu tả khoa học đầu tiên.